# 基維·加特拿
基昂祖·森姆·加特拿（1993年4月7日—）為美國男子籃球運動員，司職控球後衛。
在2017年2月，他與ABL球隊西港馬來西亞猛龍簽約。2月10日，他在加時以110–113輸給新加坡騰飛之獅時首次亮相，並得到37分，6個籃板，8次助攻和7次偷球。他代表猛龍隊的11場ABL賽事中，場均得到25.9分，6.6個籃板，6.7次助攻和3.7次偷球。

## 外部連結
- 基維·加特拿在fiba.basketball（英语）
- 基維·加特拿在NBA G聯盟官網（英语）
- 基維·加特拿在Basketball-Reference.com（NBA G聯盟）（英语）
- 基維·加特拿在Eurobasket.com（球員）（英语）
- 基維·加特拿在Proballers（英语）
- 基維·加特拿在RealGM（球員）（英语）